# تنبک (قطر)
تنبک یک منطقهٔ مسکونی در قطر است که در شهرداری الضعاین واقع شده‌است. تنبک ۹٫۶ کیلومتر مربع مساحت دارد ۱۰ متر بالاتر از سطح دریا واقع شده‌است.